# Xystrocera lujae
Xystrocera lujae är en skalbaggsart som beskrevs av Hintz 1911. Xystrocera lujae ingår i släktet Xystrocera och familjen långhorningar.
Artens utbredningsområde är Angola. Inga underarter finns listade i Catalogue of Life.